# Oranje goudvink
De oranje goudvink (Pyrrhula aurantiaca) is een zangvogel uit de familie der Fringillidae (Vinkachtigen).

## Verspreiding en leefgebied
Deze soort komt voor in de Himalaya van noordelijk Pakistan tot noordwestelijk India.